# Bob Fillion
Joseph Louis Robert Edgar Fillion (12 de julio de 1920 - 13 de agosto de 2015) fue un jugador de hockey sobre hielo profesional canadiense que jugó siete temporadas para los Canadiens de Montréal de la Liga Nacional de Hockey (NHL). Fue miembro de dos equipos ganadores de la Stanley Cup durante su carrera con Montréal; en 1944 y 1946. También pasó tiempo con los Buffalo Bisons de la American Hockey League AHL y el Sherbrooke Saints de Quebec Senior Hockey League (QSHL). Murió el 13 de agosto de 2015. En el momento de su muerte Fillion era el último miembro sobreviviente del equipo canadiense ganador de la Stanley Cup del año de 1944.
- Datos: Q3435098